# Iacanga
Iacanga es un municipio brasileño situado en el estado de São Paulo. Según el censo de 2022, tiene una población de 10 437 habitantes.
Se localiza a una latitud 21º53'24" sur y a una longitud 49º01'29" oeste, a una altitud de 422 metros.

## Geografía

### Demografía
Datos del Censo de 2010
Población total: 10.010
Densidad de población (hab./km²): 18,25
Mortalidad infantil hasta 1 año (por mil): 14,11
Expectativa de vida (años): 72,18
Tasa de fertilidad (hijos por mujer): 2,16
Tasa de alfabetización: 89,98%
Índice de Desarrollo Humano (IDH-M): 0,779
- IDH-M Salario: 0,706
- IDH-M Longevidad: 0,786
- IDH-M Educación: 0,845

(Fuente: IPEADATA)

### Hidrografía
- Ribeiro Claro
- Río Tietê

### Carreteras
- SP-321 - Carretera Cezário José de Castilho
- SP-331 - Carretera Hilário Jorge Spuri